# Аялу (аул)
Аялу (тат. Аялы) — аул в Чановском районе Новосибирской области. Входит в состав Отреченского сельсовета.

## География
Площадь аула — 10 гектаров.

## Население
| 2002 | 2007 | 2010 |
| ---- | ---- | ---- |
| 90   | ↘88  | ↘76  |

## Инфраструктура
В ауле по данным на 2007 год функционируют 1 учреждение здравоохранения и 1 учреждение образования.